# Джек Ендіно
Джек Ендіно — американський музикант та продюсер, відомий своєю співпрацею із Mudhoney, Nirvana, Soundgarden та іншими сіетлськими рок-гуртами. В документальному фільмі Hype! (1996) Ендіно назвали «хрещеним батьком гранджу».

## Життєпис
Майкл Джакондіно (справжнє ім'я Джека Ендіно) народився в 1964 році. В 1980 році він закінчив сіетлський Університет Вашингтону, отримавши ступінь бакалавра електротехніки. Декілька років він працював на корабельні в Бремертоні, аж доки в 1984 році не повернувся до Сіетлу.
Музична кар'єра Ендіно розпочалась в 1985 році, коли він став співзасновником рок-гурту Skin Yard, де грав на гітарі. Колектив існував з 1985 по 1992 роки, випустив п'ять альбомів, в тому числі на лейблі Cruz Records (підрозділі SST Records), та запам'ятався тим, що в ному грали майбутні барабанщики Soundgarden, Presidents of United States of America, Love Battery, Tad, Mother Love Bone, Gruntruck та Screaming Trees.
Паралельно із Skin Yard в другій половині дев'яностих Ендіно час від часу грав в інших гуртах. Він був бас-гітаристом в Terry Lee Hale & The Ones (1984—1987), Actual Size (1984—1985), Karl Reimer Quintet (1985—1986) та грав на барабанах в Crypt Kicker Five (1986—1990). Також він випустив два сольних альбоми Angle of Attack (1989) та Endino's Earthworm (1992).
В другій половині вісімдесятих Ендіно почав записувати музичні альбоми для сіетлських гуртів. В 1986 році разом з партнером Крісом Ганзсеком він заснував студію Reciprocal Recordings, першими клієнтами якої були Soundgarden та Green River. Ці записи виходили на місцевому незалежному лейблі Sub Pop, з яким співпрацював Ендіно. Серед його інших примітних релізів — Superfuzz Bigmuff Mudhoney, Buzz Factory Screaming Trees, God's Balls Tad та, нарешті, Bleach Nirvana. Ендіно працював в Reciprocal Recordings до 1991 року, після чого став записувати та продюсувати записи самостійно.
З 1992 року Ендіно виступав як звукоінженер та продюсер-фрілансер. Він записував такі альбоми американських гуртів, як The Smoke of Hell Supersuckers, Viva Zapata 7 Year Bitch, My Brother in Cow Mudhoney. Окрім цього Ендіно працював з колективами з Європи, Бразилії, Австралії, Канади та Мексики. Зокрема, два його альбоми для гурту Titãs отримали в Бразилії «золотий» статус, а ще два стали «платиновими».
У 2000 роках Ендіно продовжив активну діяльність, відзначившись на понад 600 записів як музикант, продюсер або звукоінженер. Він грав на бас-гітарі у гуртах Wellwater Conspiracy (2000—2001), Upwell (2003—2004), Rocket Surgery (2012—2015), на барабанах в тріо Slippage (2006—2009), на гітарі в Kandi Coded (2006—2010) та MKB Ultra (з 2016 року). Ендіно також додав до свого каталогу два сольних альбоми — Permanent Fatal Error (2006) та мініальбом Rumble (2013) — виступаючи із власним гуртом Endino's Earthworm.